# Hrvaška pomlad
Hrvaška pomlad (hrvaško: Hrvatsko proljeće) ali Maspok je bil politični konflikt, ki je trajal od leta 1967 do 1971 v Socialistični republiki Hrvaški v času Socialistične federativne republike Jugoslavije. Kot ena izmed šestih republik, ki je takrat sestavljala Jugoslavijo, je Hrvaški vladala Zveza komunistov Hrvaške (SKH), nominalno neodvisna od Zveze komunistov Jugoslavije (SKJ), ki jo je vodil predsednik Josip Broz Tito. 60. leta v Jugoslaviji so zaznamovale številne reforme, namenjene izboljšanju gospodarskih razmer v državi in vse bolj politizirana prizadevanja vodstva republik za zaščito gospodarskih interesov svojih republik. Kot del tega se je na Hrvaškem zgodil politični konflikt, ko so SKH-jevi reformatorji, na splošno usklajeni s hrvaškim kulturnim društvom Matica hrvatska, prišli v konflikt s konservativci.
Konec šestdesetih let so se prek Matice hrvatske preusmerjale različne pritožbe, ki jih je v začetku sedemdesetih let sprejela reformistična frakcija SKH pod vodstvom Savke Dabčević-Kučar in Mika Tripala. Pritožbe so se sprva nanašale na gospodarska vprašanja, kot je zadrževanje večjega deleža deviznih prihodkov podjetij s sedežem na Hrvaškem, ne pa nakazila zvezni vladi. Kasneje so vključili politične zahteve po večji avtonomiji in nasprotovanje resnični ali domnevni preveliki zastopanosti hrvaških Srbov v varnostnih službah, politiki in na drugih področjih znotraj Hrvaške. Posebno sporno vprašanje je bilo vprašanje, ali se hrvaški jezik razlikuje od srbohrvaščine.
Hrvaška pomlad je povečala priljubljenost osebnosti iz hrvaške preteklosti, kot so hrvaški politik in visoki avstro-ogrski vojaški častnik Josip Jelačić iz 19. stoletja in umorjeni vodja hrvaške kmečke stranke Stjepan Radić, ter povečala domoljubnost pesmi, umetniških del in drugi izrazov hrvaške kulture. Narejeni so bili načrti za večjo zastopanost gradiv, povezanih s Hrvaško, v šolskem kurikulumu, ukrepi za reševanje prekomerne zastopanosti Srbov na ključnih položajih na Hrvaškem in sprememba hrvaške ustave, da bi poudarili naravo republike kot nacionalne države Hrvatov. Zahtevale so se tudi zahteve po povečanju pristojnosti republik na račun jugoslovanske zvezne vlade. Ta vprašanja so povečala napetosti med Hrvati in hrvaškimi Srbi ter med reformistično in konservativno frakcijo SKH.
Medtem ko druge republike, SKJ in sam Tito sprva niso bili vpleteni v notranji hrvaški boj, je vse večja pomembnost hrvaškega nacionalizma privedla do posredovanja Tita in SKJ. Podobno kot reformatorji v drugih jugoslovanskih republikah je bilo tudi vodstvo SKH prisiljeno odstopiti. Kljub temu so njihove reforme ostale nedotaknjene in večina zahtev odstavljenega vodstva je bila pozneje sprejeta, kar je pomenilo federalizem, ki je prispeval k nadaljnjemu razpadu Jugoslavije.